# Кумбран
Кумбра́н (англ. Cwmbran, валл. Cwmbrân) — місто на південному сході Уельсу, адміністративний центр області Монмутшир, хоча розташований на території області Торван.
Населення міста становить 47 254 особи (2001).

## Уродженці
- Дені Геббідон (* 1979) — колишній валлійський футболіст.